# Chilger Boko
Chilger Boko (v. 1150 - ?), est un prince Merkit, frère cadet de Toqto'a Beki et Yeke Chiliedu, khan (roi) des Merkit.

## Biographie
Chilger Boko est un guerrier Merkit et frère cadet de Chiledu, aussi appelé Yeke Chiledu. Son frère est le premier mari promis à Hö'elün. La seule source contemporaine qui fait référence à son nom est l'Histoire secrète des Mongols. Il est introduit dans le récit dans un contexte de conflit marital.
Vers 1159 ou 1160, Yesügei a enlevé la fiancée de Chiledu, Hö'elün. En 1180, afin de venger Chilidu, les princes Merkit, Wudu Yiti, Tuohei et Toqto'a Beki, participent au rapt de Börte, la femme de Temüjin. Börte est par la suite donnée au frère cadet de Chiliedu, Chilger Boko, qui l'a prise comme épouse. En 1181, Temüjin, aidé en cela par Toghril et Djamuqa, organise une expédition militaire contre les Merkit, cela permet à Temüjin de récupérer son épouse.
Selon le récit, après la récupération de Börte par Temüjin, Chilger Boko décide de se mettre lui-même en exil de sa communauté tandis que les guerriers, femmes et hommes Merkit sont réduits en esclavage ou tués. Les historiens réinterprètent cette source en considérant que cet exil représente en réalité l'intégration des clans et maisons dynastiques Merkit au sein de la fédération mongole que constitue Temüjin.
L'Histoire secrète des Mongols émet l'idée que Chilger Boko serait le père biologique de Djötchi dont la légitimité est régulièrement remise en question. De plus, en voulant récupérer Börte, il contribue à convaincre Gengis Khan d'annihiler sa maison dynastique. Il pourrait également n'être qu'une simple représentation épique.